# Erik Jazet
Erik Alexander Jazet (nacido el 19 de julio de 1971 en Schiedam) es un exjugador de hockey sobre hierba neerlandés. Desde el año 1996 hasta 2004 participó en 3 Juegos Olímpicos,  consiguiendo un total de tres medallas olímpicas, dos de ellas de oro. Con 308 internacionalidades, es el cuarto jugador que más veces ha vestido la camiseta de los Países Bajos.